# Gabriel Portillo del Toro

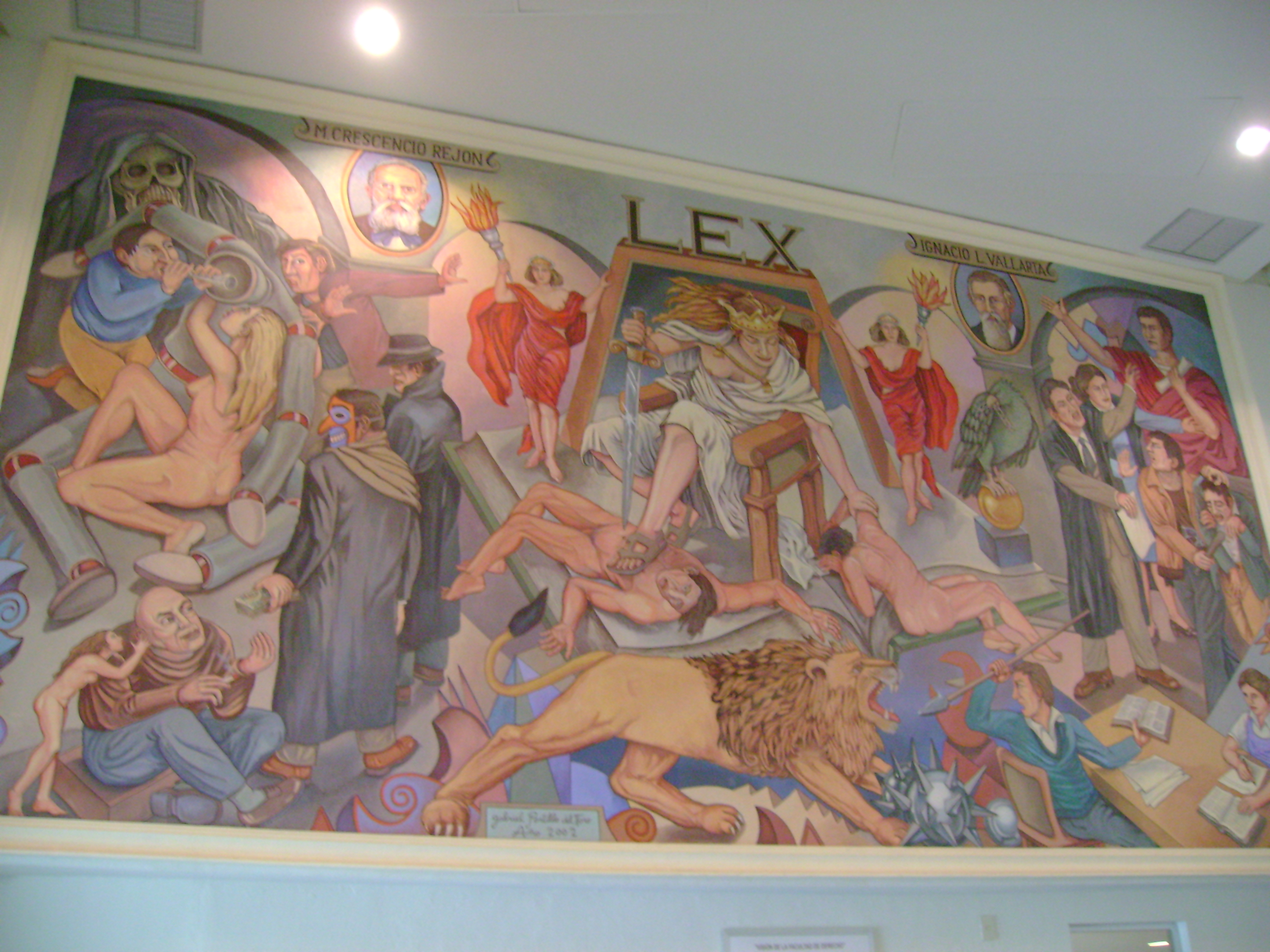
Mural de Gabriel Portillo del Toro.

Gabriel Portillo del Toro (1927 - 22 de mayo de 2013) fue un pintor mexicano. Antes de su interés por la pintura, Portillo del Toro se dedicó al dibujo publicitario para poder subsistir cuando vivía en la Ciudad de México. Luego, cuando residía en la ciudad de Guadalajara integró un taller de creación con otros jóvenes pintores de nombre Atellier Lutecia en honor al edificio donde trabajaban, pues este pertenecía a un empresario francés. A su regreso a Colima, Portillo del Toro fundó la Escuela de Artes de la Universidad de Colima, donde impartió clases y se convirtió en mentor de los creadores contemporáneos colimenses como Gil Garea y Martha Recordón Dagieu. Portillo del Toro es conocido principalmente por sus murales y su cubismo presente en sus obras. Algunos de sus murales más importantes están ubicados en el Museo Regional de Historia, el Museo Universitario de Artes Populares María Teresa Pomar, el Palacio de Justicia el estado de Colima, el templo del Espíritu Santo y en el auditorio de la Facultad de Derecho de la Universidad de Colima.

## Principales obras
- Mujeres en la playa
- Bañistas
- El diablito
- La mujer del antifaz

## Cartones
A lo largo de su vida, Gabriel Portillo del Toro publicó una serie de cartones políticos en el Diario de Colima. En mayo de 2016 se realizó su digitalización, juntando un total de 686 cartones.

Visita
Histérico
Carne de burócrata
Increíble
¿Desconcentración?